# Filosofem
Filosofem – czwarty album norweskiego projektu Burzum, nagrany w marcu 1993, a wydany w styczniu 1996 roku.

## Okoliczności powstania
Podobnie jak w przypadku poprzednich trzech albumów Burzum, muzyka znajdująca się na Filosofem powstała w latach 1992–1993. Otwierający płytę utwór, zatytułowany Dunkelheit, był pierwszą kompozycją, jaką Vikernes nagrał pod szyldem swojego jednoosobowego projektu. Początkowo miała się ona znaleźć na albumie Hvis Lyset Tar Oss, ale Vikernes nie był zadowolony z jej pierwszej wersji i kilka miesięcy później nagrał ją na nowo. Płyta była nagrywana w bardzo prymitywnych warunkach, jako mikrofonu użyto słuchawek.

## Muzyka
Na Filosofem Varg kontynuował eksperymenty z muzyką elektroniczną. Choć utwory znajdujące się na tej płycie nie należą do krótkich (najkrótszy ma siedem minut), to ich struktura jest bardzo prosta, np. Jesu Død oparty jest na jednym riffie i wariacjach na jego temat. W otwierającym płytę utworze pojawia się bardzo wyraźny motyw klawiszowy. Zamykający płytę, liczący 25 minut utwór Rundtgåing av den transcendentale egenhetens støtte zagrany tylko na instrumentach klawiszowych, to najdłuższa kompozycja w dziejach Burzum.

## Lista utworów
Wszystkie utwory zostały napisane przez Varga Vikernesa. Opracowano na podstawie materiału źródłowego.
| Wersja norweska | Wersja norweska                                       | Wersja norweska |
| Nr              | Tytuł utworu                                          | Długość         |
| --------------- | ----------------------------------------------------- | --------------- |
| 1.              | „Burzum”                                              | 7:05            |
| 2.              | „Jesu Død”                                            | 8:39            |
| 3.              | „Beholding the Daughters of the Firmament”            | 7:53            |
| 4.              | „Decrepitude I”                                       | 7:53            |
| 5.              | „Rundtgåing Av Den Transcendentale Egenbetens Støtte” | 25:11           |
| 6.              | „Decrepitude II”                                      | 7:53            |
|                 |                                                       | 1:04:34         |

| Wersja niemiecka | Wersja niemiecka                                         | Wersja niemiecka |
| Nr               | Tytuł utworu                                             | Długość          |
| ---------------- | -------------------------------------------------------- | ---------------- |
| 1.               | „Dunkelheit”                                             | 7:05             |
| 2.               | „Jesus´ Tod”                                             | 8:39             |
| 3.               | „Erblicket die Töchter des Firmaments”                   | 7:53             |
| 4.               | „Gebrechlichkeit I”                                      | 7:53             |
| 5.               | „Rundgang um die transzendentale Säule der Singularität” | 25:11            |
| 6.               | „Gebrechlichkeit II”                                     | 7:53             |
|                  |                                                          | 1:04:34          |

## Twórcy
Opracowano na podstawie materiału źródłowego.
- Varg Vikernes (Count Grishnackh) – śpiew, gitara, gitara basowa, perkusja, instrumenty klawiszowe, produkcja.
- Eirik Hundvin (Pytten) – produkcja, realizacja, gitara w utworze Gebrechlichkeit II.